# Moucherolle ombré
Contopus lugubris
Ne doit pas être confondu avec Moucherolle sombre.
Espèce
Statut de conservation UICN

 LC  : Préoccupation mineure
Le Moucherolle ombré (Contopus lugubris), appelé également Moucherolle lugubre et Pioui sombre, est une espèce de passereau placée dans la famille des Tyrannidae.

## Répartition
Le Moucherolle ombré vit dans les montagnes boisées du Costa Rica et à l'extrême ouest du Panama (province de Chiriquí).